# Kínai rózsalonc
A kínai rózsalonc (Weigela florida) a loncfélék (Caprifoliaceae) családjába tartozó növényfaj fás, cserjeméretű fajtákkal. Nevezik ösztörűs rózsaloncnak, illetve egyszerűen csak rózsaloncnak is.
Magyarországon kertészetileg a 7 tagú nemzetségből kínai rózsaloncnak van a legnagyobb jelentősége, de számos mutatós hibrid fajtája kapható az árusítóhelyeken.

## Származása
Hazája Észak-Kína, Korea, Dél-Japán.

## Tulajdonságai
Terebélyes, 2–3 m magas cserje. A fiatal hajtásokon két szőrcsík húzódik. Levelei 5–10 cm hosszúak, elliptikus, visszás tojásdad vagy hosszúkás alakúak, csúcsuk erősen kihegyezett. Bimbóban pirosló, kinyílva rózsaszínű, esetleg fehér virágai május-júniusban nyílnak 2-4-esével a levélhónaljakban. Termése tok.
Kimondottan jó kerti viszonyokat kíván, savanyú vagy semleges kémhatású talajt, napos, meleg fekvést. Ilyen helyen sokáig él és jól regenerálódik, még idős korban is tűri az átültetést. Száraz fekvésben hamar elvénül.
Szaporításuk zölddugványozással júniusban, erős vesszőjűeknél esetleg fásdugvánnyal.
Díszértékét változó színű virága, őszi lombszíneződése adja. Szoliternek, csoportosan tartva, vagy akár sövénynek is megfelelő.

## Fajták
Néhány fajtája:
- f. alba – fehérvirágú rózsalonc
- 'Purpurea'
- 'Nana Purpurea' – 80–100 cm-es magasságra növő lilásrózsaszín virágú fajta.
- 'Ruby Queen' – 30–40 cm magas cserje. Levelei kihajtáskor pirosak.
- 'Variegata' – levelei sárgásfehér színűek. Szép, régi fajta.

## Képek

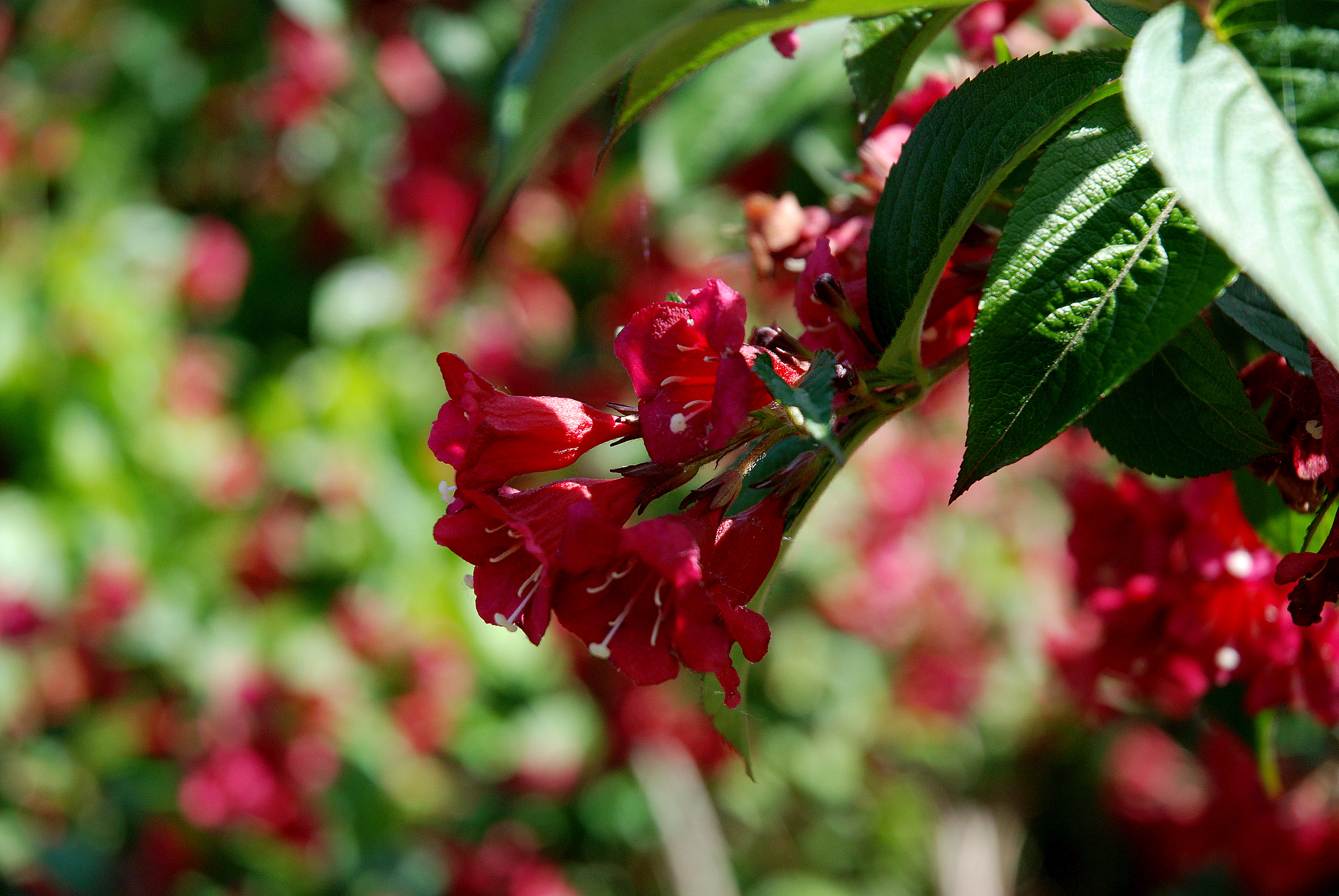
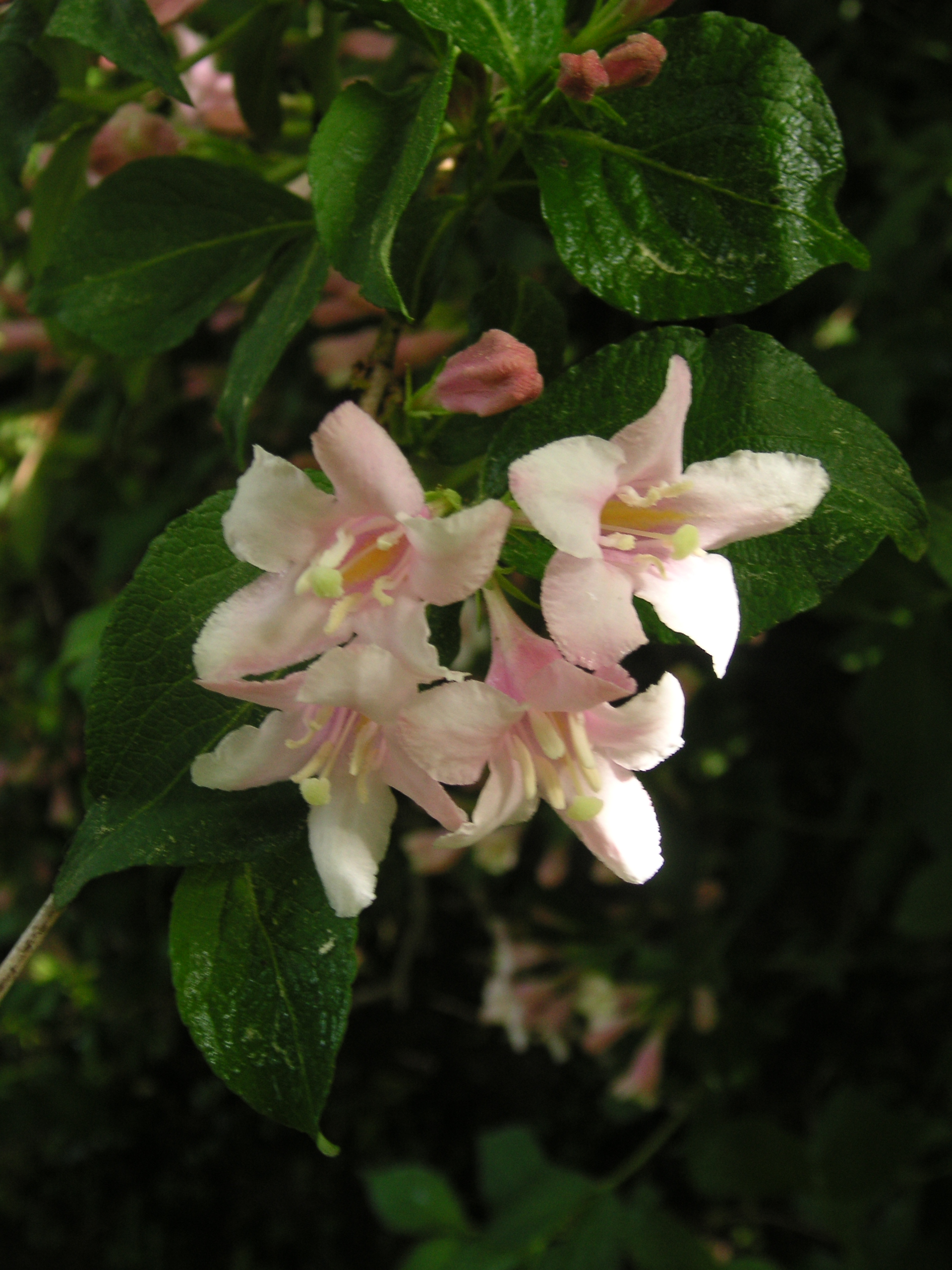
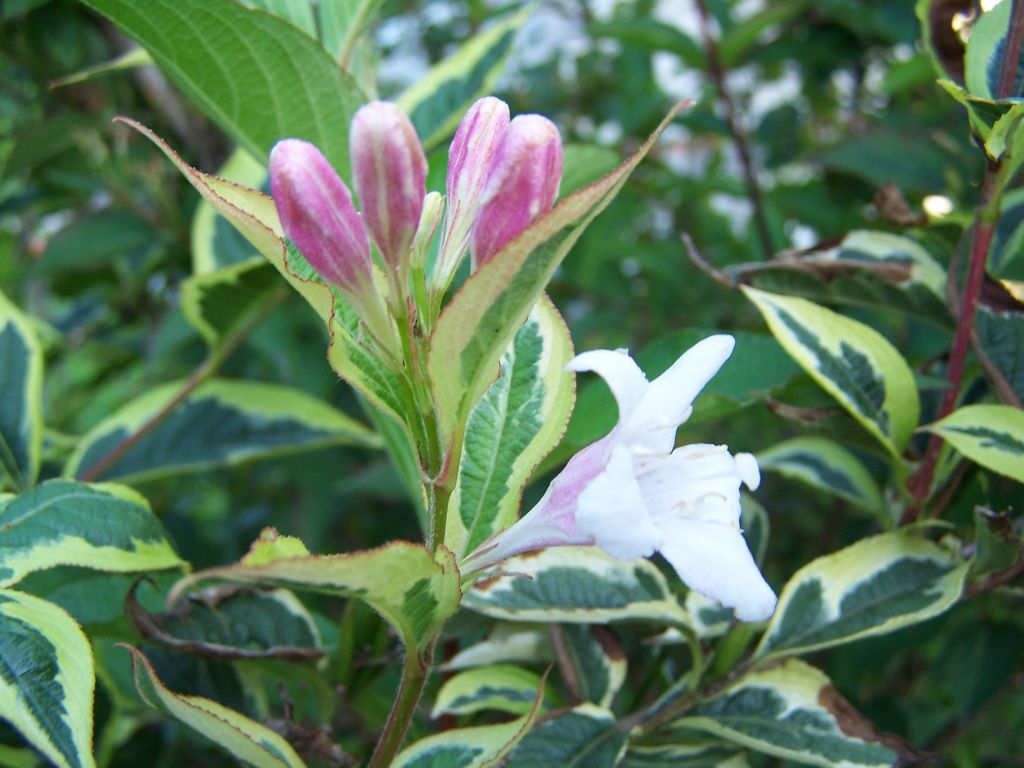
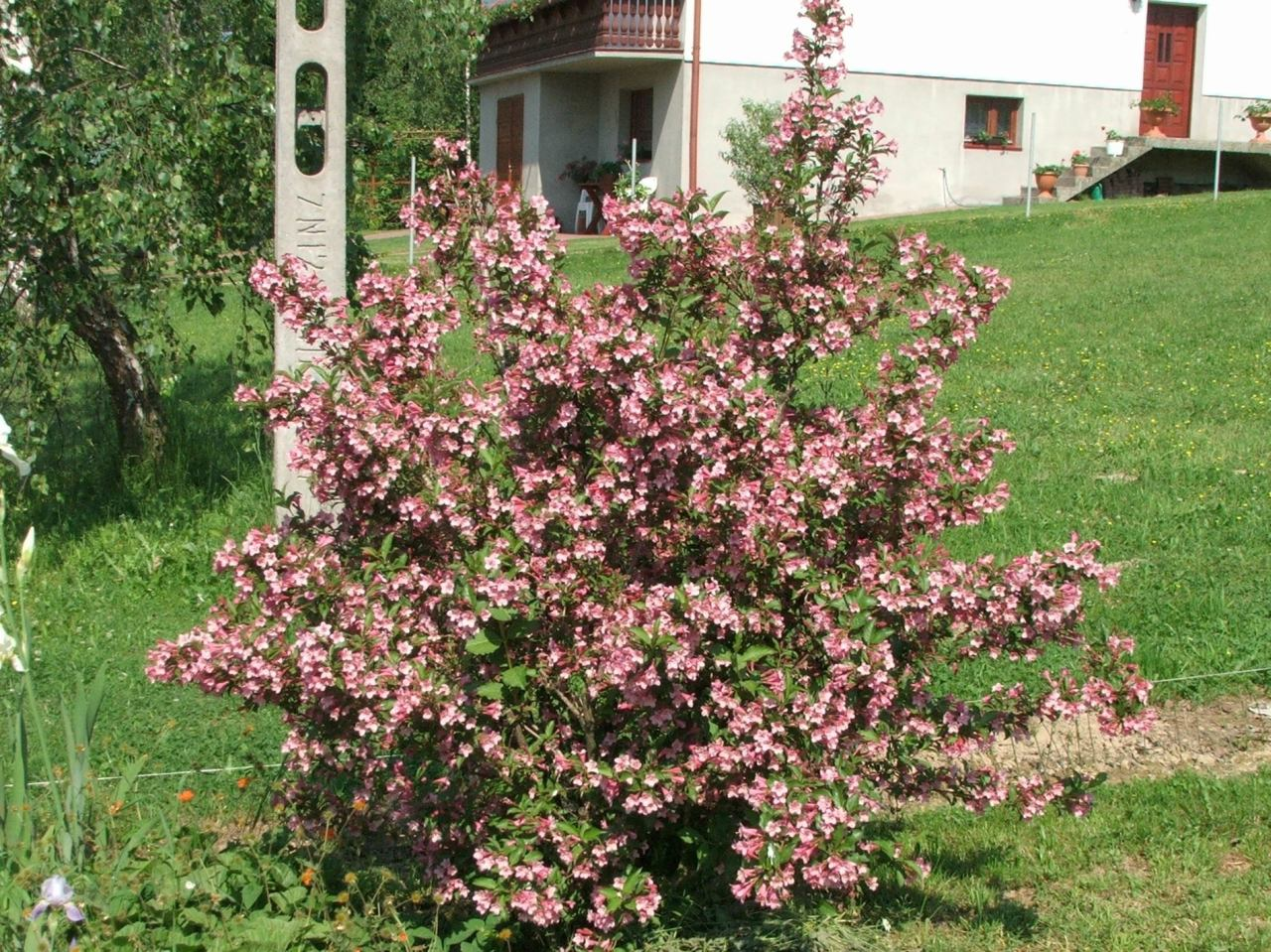
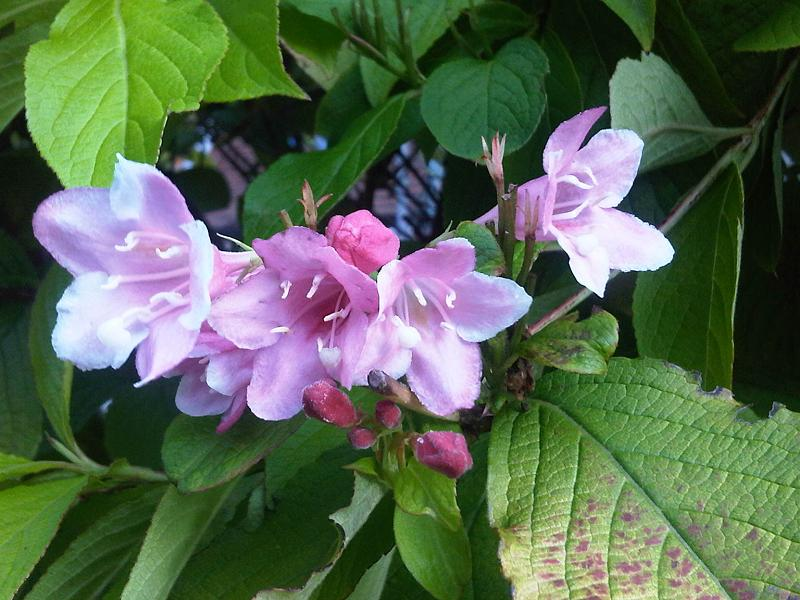